# 매트록스 파헬리아

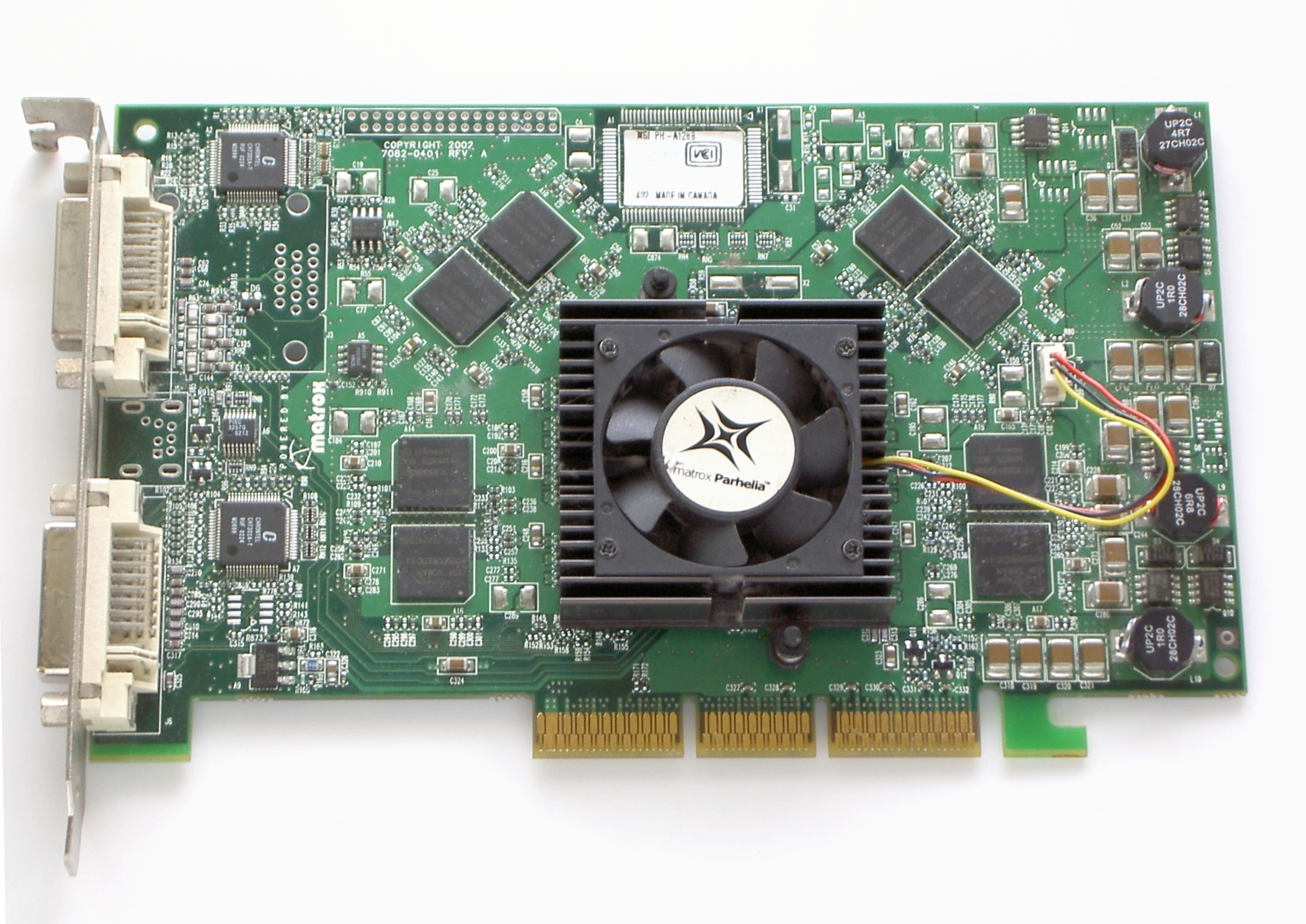
파헬리아 AGP 128MB

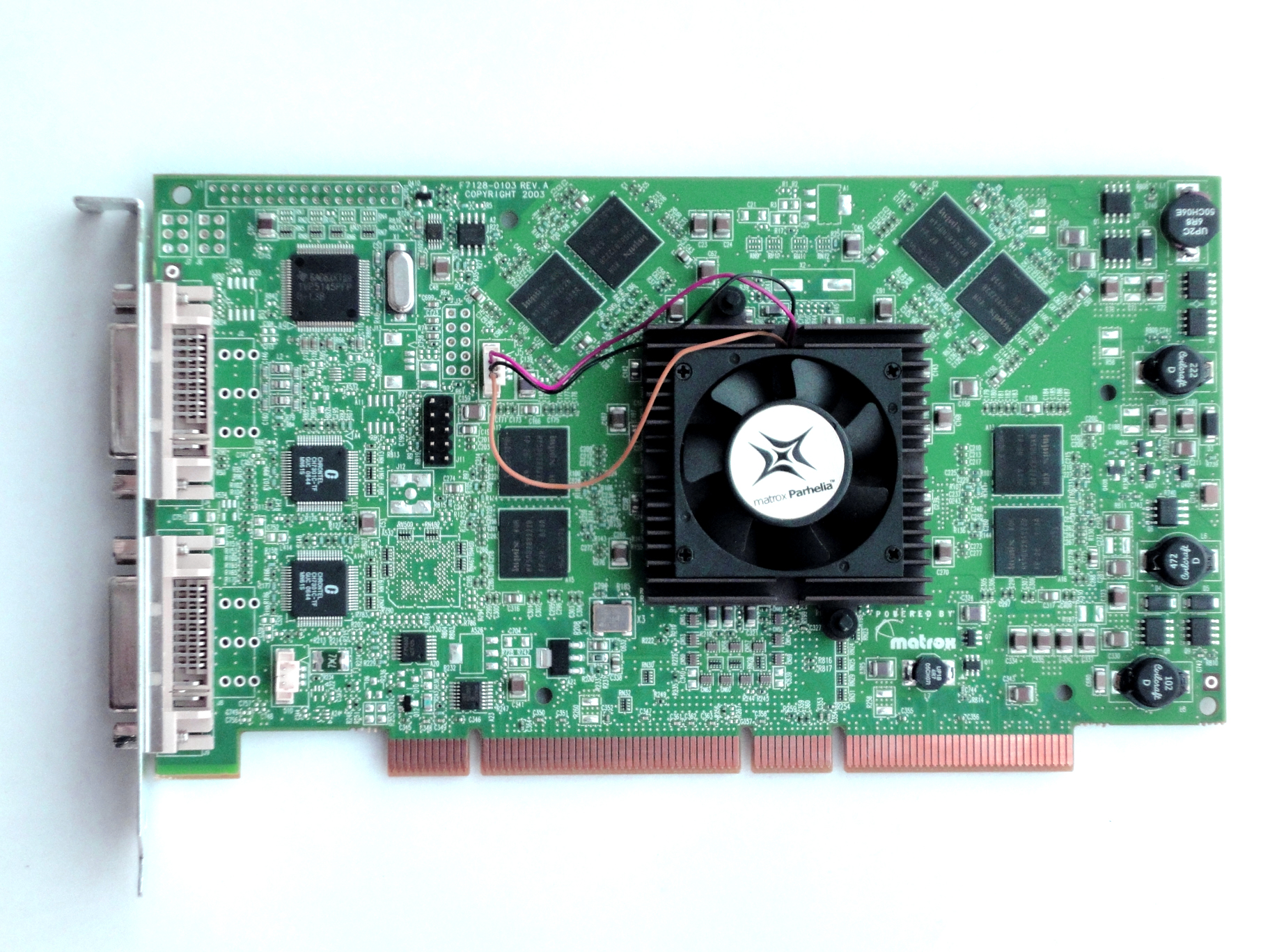
파헬리아 PCI-X 256MB

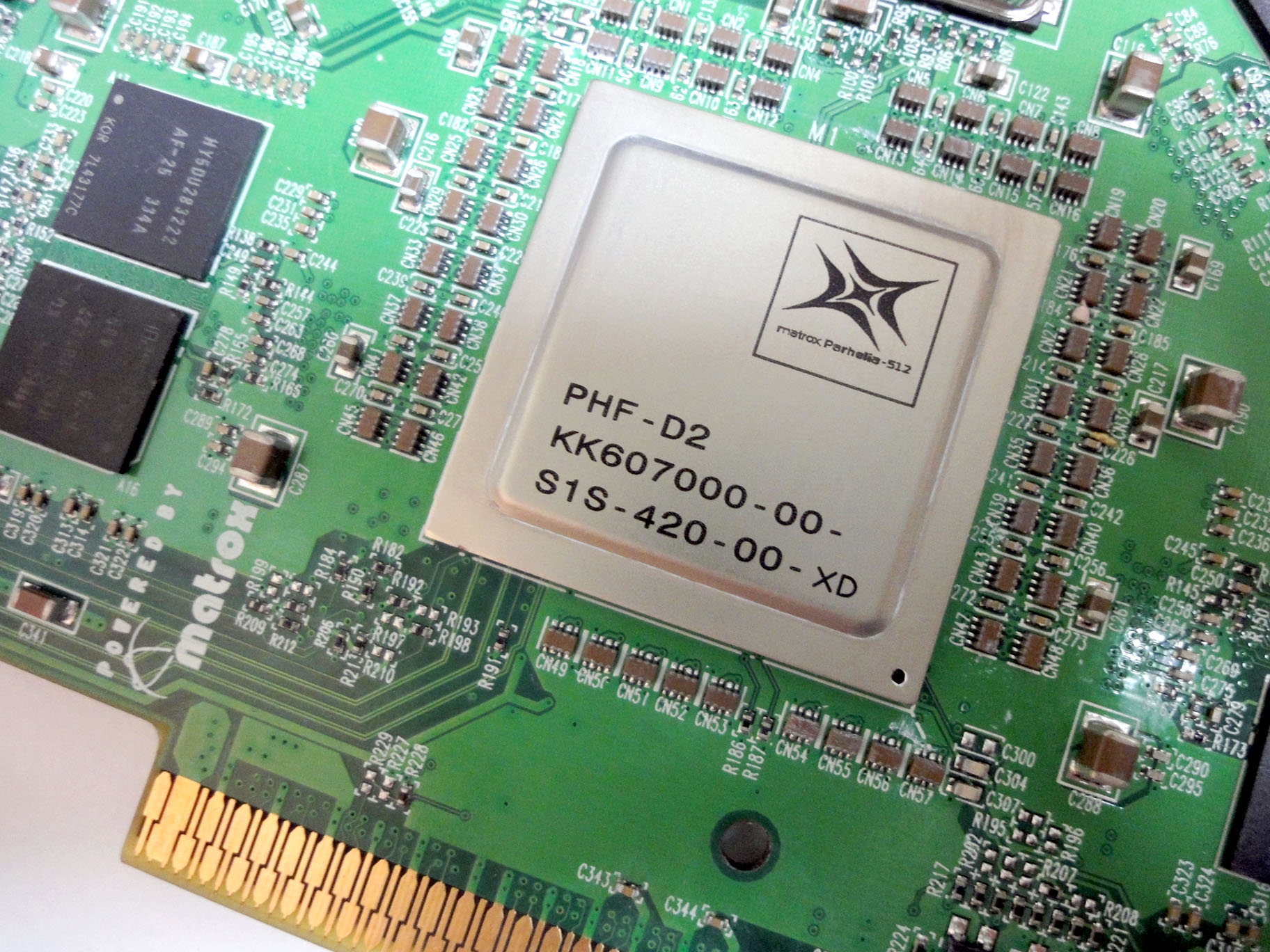
파헬리아 칩

매트록스 파헬리아(Matrox Parhelia), 곧 파헬리아 512는 DirectX 8.1을 완전히 지원하고 몇가지 DirectX 9.0 기능을 포함하는 GPU이다. 3개의 모니터와 Coral Reef 테크 데모로 가장 잘 알려져 있다.

## 파헬리아-LX
파헬리아 512를 출시한 뒤 매트록스는 128비트 메모리에 2 픽셀 파이프라인을 지원하는 파헬리아 LX를 출시하였다. 이를 이용한 최초의 그래픽 카드로는 매트록스 밀레니엄(Matrox Millennium) P650, P750이 있다.